# Marvin Bakalorz
Marvin Bakalorz (* 13. September 1989 in Offenbach am Main) ist ein deutscher Fußballspieler.

## Kindheit
Marvin Bakalorz kam in Offenbach am Main zur Welt, als sein Vater Dirk Bakalorz (* 1963) zum damaligen Zeitpunkt bei Eintracht Frankfurt spielte. Er wuchs in Raesfeld in Nordrhein-Westfalen auf.

## Karriere
Bakalorz begann mit dem Fußball in der Jugendabteilung der TGS Jügesheim, einem Klub aus Rodgau im Kreis Offenbach, bei dem auch sein Vater von 1994 bis 1996 gespielt hatte. Nach dem Karriereende seines Vaters und dem Umzug der Familie ins Münsterland schloss er sich dem TSV Raesfeld und später Westfalia Gemen an. Danach wechselte er in die Jugendabteilung von Preußen Münster, für die er sechs Jahre spielte.
2008 wurde er in der ersten Mannschaft eingesetzt, die in der viertklassigen Regionalliga West spielte. In seiner Premierensaison konnte er sich keinen Stammplatz erkämpfen und kam nur zu 18 Einsätzen. Auch in der Folgesaison blieb ihm ein Stammplatz verwehrt, Bakalorz wurde 16-mal eingesetzt. Dabei gelang ihm am 16. April 2010 (29. Spieltag) beim 4:0-Sieg im Heimspiel gegen Rot-Weiss Essen mit dem Führungstreffer in der 7. Minute ein Tor.
2010 wechselte er in die zweite Mannschaft von Borussia Dortmund, für die er sein erstes Spiel am 7. August 2010 (1. Spieltag) bei der 1:3-Niederlage im Auswärtsspiel gegen den 1. FC Köln II bestritt. In diesem Spiel erzielte er auch sein erstes Tor, den Treffer zum zwischenzeitlichen 1:2 in der 70. Minute. Bakalorz wurde Stammspieler und absolvierte bis Saisonende 29 Spiele, in denen er vier Tore erzielte. Am 9. Juni 2011 erhielt Bakalorz vom BVB den ersten Profivertrag seiner Karriere. Damit gehörte er in der Saison 2011/12 dem Bundesliga-Kader der Dortmunder an und wurde ohne Einsatz Deutscher Meister und DFB-Pokal-Sieger. Auch in der Saison 2012/13 bestritt er kein Spiel für die erste Mannschaft. Er kam weiterhin nur in der zweiten Mannschaft zum Einsatz, mit der er im Sommer 2012 in die 3. Liga aufstieg.
Zur Saison 2013/14 wechselte Bakalorz zu Eintracht Frankfurt. Über die Ablösesumme wurde Stillschweigen vereinbart. Dort spielte er zunächst für die zweite Mannschaft. Am 1. Dezember 2013 (14. Spieltag) bestritt er bei der 0:2-Niederlage im Auswärtsspiel gegen Hannover 96 sein Bundesligadebüt, als er in der 64. Minute für Inui eingewechselt wurde. Sein Europapokaldebüt für Eintracht Frankfurt absolvierte er am 12. Dezember 2013 in der Europa League gegen APOEL Nikosia.
Um Spielpraxis zu erlangen, wurde er in der Winterpause derselben Saison an den Zweitligisten SC Paderborn 07 ausgeliehen. Nach guten Leistungen wurde die vereinbarte Kaufoption seitens des SC Paderborn gezogen und Bakalorz fest verpflichtet. Mit dem SCP wurde er Tabellenzweiter der Zweitligasaison 2013/14 und stieg in die Bundesliga auf. Trotz des direkten Wiederabstiegs in der Folgesaison blieb er den Ostwestfalen treu und wurde nach dem Abgang des bisherigen Kapitäns Uwe Hünemeier im August 2015 zum neuen Spielführer des SCP ernannt.
Nachdem der SC Paderborn zum Ende der Spielzeit 2015/16 erneut abgestiegen war, wechselte er zur Saison 2016/17 zum Bundesligaabsteiger Hannover 96. Die Saison endete mit dem direkten Wiederaufstieg von Hannover, was für Bakalorz den zweiten Bundesligaaufstieg in seiner Karriere bedeutete. Anfang März 2019 wurde Bakalorz vom Trainer Thomas Doll als Nachfolger von Waldemar Anton zum Kapitän der abstiegsgefährdeten Bundesligamannschaft ernannt. Am Saisonende stieg er mit Hannover 96 in die 2. Bundesliga ab. Vor der Saison 2019/20 verlängerte Bakalorz seinen auslaufenden Vertrag bis zum 30. Juni 2022. Er behielt seinen Platz im defensiven und zentralen Mittelfeld, verpasste jedoch den Saisonausklang aufgrund einer Rippenverletzung und scheiterte mit der Mannschaft am direkten Wiederaufstieg. Im Sommer 2020 einigten sich Verein und Spieler, die „im Guten auseinander gingen“, auf eine vorzeitige Vertragsauflösung.
Wenige Tage später gab der türkische Erstligist Denizlispor die Verpflichtung des Deutschen bekannt. Ab Sommer 2021 spielte er wieder in Deutschland für den Drittligisten MSV Duisburg.

## Titel und Erfolge
Borussia Dortmund
- Deutscher Meister: 2012 (ohne Einsatz)
- DFB-Pokal-Sieger: 2012 (ohne Einsatz)

SC Paderborn 07
- Aufstieg in die Bundesliga: 2014

Hannover 96
- Aufstieg in die Bundesliga: 2017